# 麦わらドリル
『麦わらドリル』（むぎわらドリル）は、原一雄による日本の漫画短編集。小学館から発刊された。『IKKI』に掲載された読み切りシリーズに加え、作者の未発表作品などを収録している。

## サブタイトル一覧
1. 岸辺のあらいぐま
2. サルバンド
3. タンドリー
4. ぷみっちゃん
5. アイスキャンディー君
6. 20世紀探索願
7. Eの食卓
8. 床屋ハンズフリー
9. 100円日記
  1. ハムスター日和
  2. くろぶち
  3. スポーティー
  4. 汎用リモートコントローラー
10. デュアル
11. 宇宙ピストル
12. 奇遇
13. ジンジャー前夜
14. サンシャイン
15. 青空フック